# Epiplema nymphaeata
Epiplema nymphaeata är en fjärilsart som beskrevs av W. Warren 1902. Epiplema nymphaeata ingår i släktet Epiplema och familjen Uraniidae. Inga underarter finns listade i Catalogue of Life.